# Liste der Biografien/Fischl
Liste der Biografien |
Portal Biografien |
Personensuche
# |
A |
B |
C |
D |
E |
F |
G |
H |
I |
J |
K |
L |
M |
N |
O |
P |
Q |
R |
S |
T |
U |
V |
W |
X |
Y |
Z |
?
 
Fa |
Fe |
Ff |
Fh |
Fi |
Fj |
Fk |
Fl |
Fm |
Fn |
Fo |
Fr |
Ft |
Fu |
Fy
 
Fia |
Fib |
Fic |
Fid |
Fie |
Fif |
Fig |
Fih |
Fii |
Fij |
Fik |
Fil |
Fim |
Fin |
Fio |
Fip |
Fiq |
Fir |
Fis |
Fit |
Fiu |
Fiv |
Fix |
Fiz
 
Fisa |
Fisb |
Fisc |
Fise |
Fish |
Fisi |
Fisk |
Fisl |
Fism |
Fiso |
Fisq |
Fiss |
Fist |
Fisu |
Fisz
 
Fisce |
Fisch |
Fiscu
 
Fischa |
Fischb |
Fischd |
Fische |
Fischg |
Fischh |
Fischi |
Fischl |
Fischm |
Fischn |
Fischo |
Fischt
Die Liste der Biografien führt alle Personen auf, die in der deutschsprachigen Wikipedia einen Artikel haben. Dieses ist eine Teilliste mit 32 Einträgen von Personen, deren Namen mit den Buchstaben „Fischl“ beginnt.

## Fischl
- Fischl, Eric (* 1948), US-amerikanischer Maler und Grafiker
- Fischl, Hans (1864–1938), deutscher Gymnasiallehrer, Altertumswissenschaftler und Autor
- Fischl, Harald (* 1958), österreichischer Unternehmer und Politiker (FPÖ, BZÖ), Abgeordneter zum Nationalrat
- Fischl, Johann (1900–1996), österreichischer Theologe
- Fischl, Josef (1867–1954), österreichischer Politiker (GDVP), MdL (Burgenland)
- Fischl, Karl (1871–1937), österreichischer Architekt
- Fischl, Michael (1924–2005), deutscher Kommunalpolitiker
- Fischl, Otto (1902–1952), tschechoslowakischer Politiker und Diplomat
- Fischl, Paul (1880–1960), österreichischer Fußballtorhüter
- Fischl, Sascha (* 2002), österreichischer Fußballspieler
- Fischl, Siegmund (1847–1905), österreichischer Unternehmer
- Fischl, Werner (1897–1973), deutscher Jurist

### Fischle
- Fischle, Bernd (* 1951), deutscher Schriftsteller und Lyriker
- Fischle-Carl, Hildegund (1920–2013), deutsche Psychoanalytikerin und Publizistin
- Fischler Graf von Treuberg, Heinrich (1919–2023), deutscher Offizier der Wehrmacht und der Bundeswehr
- Fischler, Franz (* 1946), österreichischer Politiker (ÖVP), Abgeordneter zum Nationalrat und EU-KommissarFranz Fischler (* 1946)

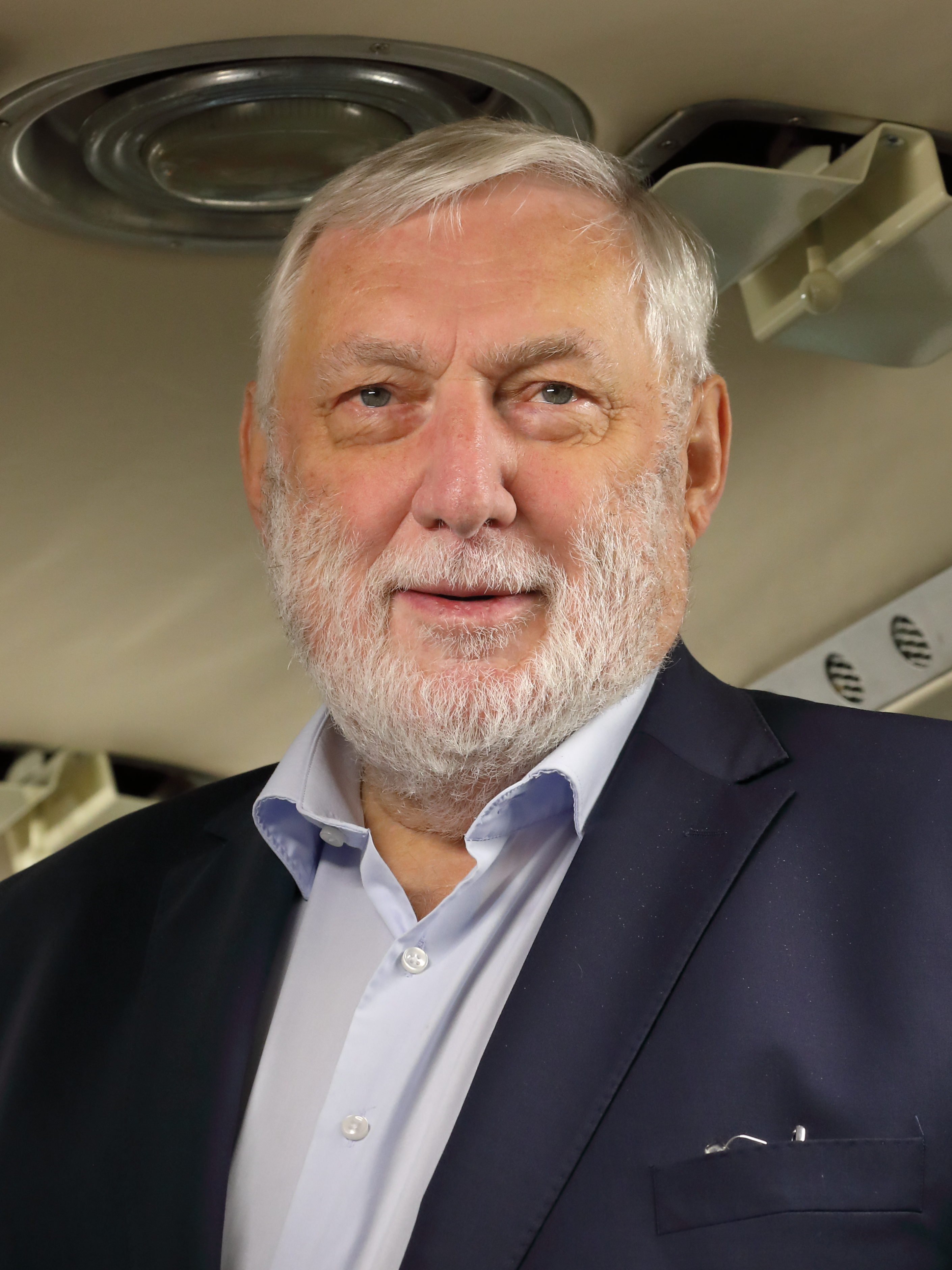
Franz Fischler (* 1946)

- Fischler, Franz Xaver (1770–1835), deutscher Hofmeister, Prinzenerzieher, Diplomat und Geheimrat
- Fischler, Georg (* 1985), österreichischer Rennrodler
- Fischler, Hersch (* 1947), deutscher Soziologe und Publizist
- Fischler, Johann (* 1975), österreichischer Schriftsteller und Blogger
- Fischler, Patrick (* 1969), US-amerikanischer SchauspielerPatrick Fischler (* 1969)

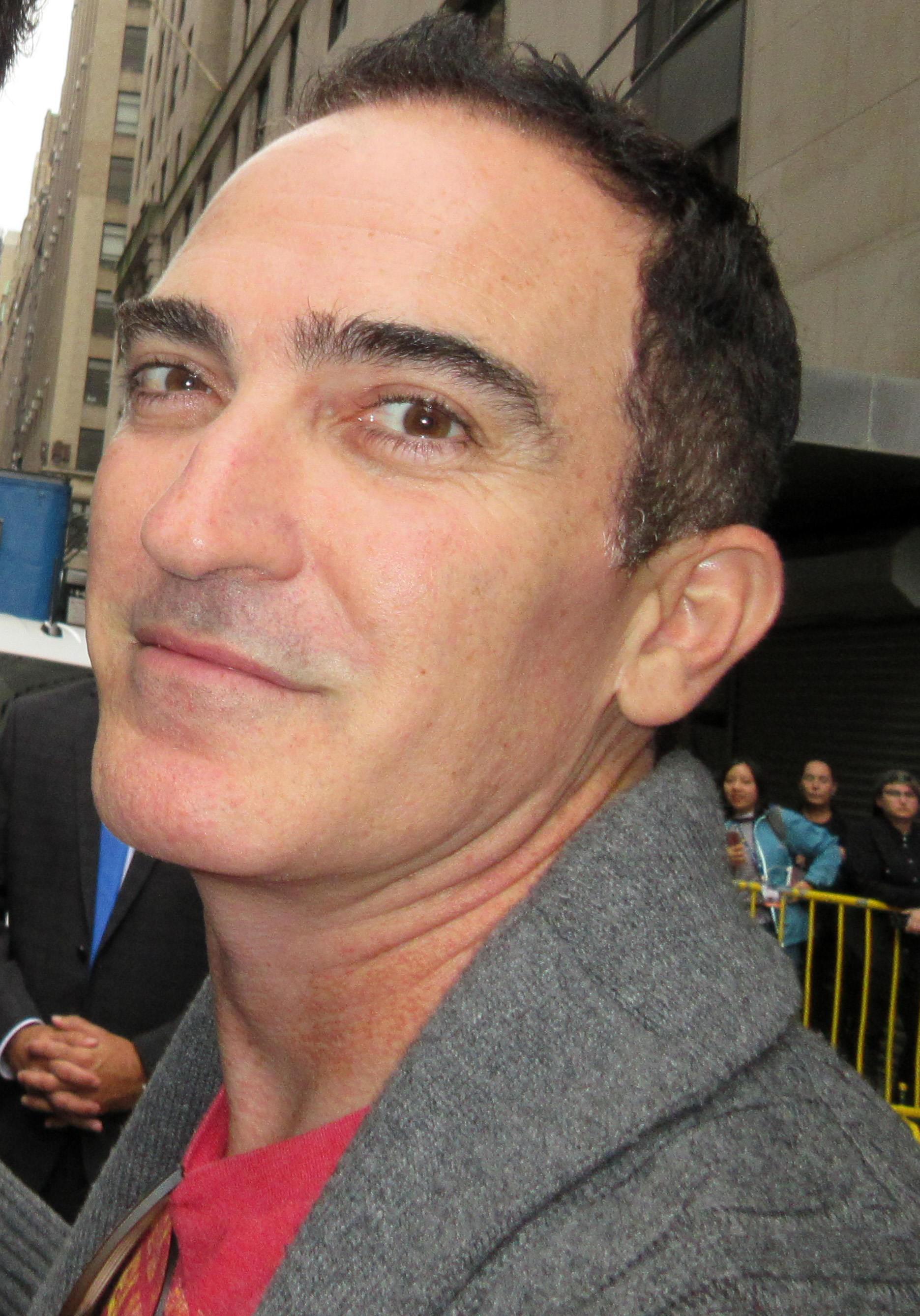
Patrick Fischler (* 1969)

- Fischler, Willy (* 1949), US-amerikanischer Physiker

### Fischlh
- Fischlhammer, Hubert (1925–2022), österreichischer Maler

### Fischli
- Fischli, Andy (1973–2022), Schweizer Comiczeichner und Illustrator
- Fischli, Emil (1922–2009), Schweizer Politiker (CVP)
- Fischli, Hans (1909–1989), Schweizer Architekt, Maler und Bildhauer
- Fischli, Isabella (* 1956), Schweizer Journalistin und Autorin
- Fischli, Paul (* 1945), Schweizer Fussballspieler
- Fischli, Peter (* 1947), Schweizer Schauspieler und Theaterregisseur
- Fischli, Peter (* 1952), Schweizer Bildhauer, Photograph, Video- und Installationskünstler
- Fischlin, Franz (* 1962), Schweizer Journalist und Moderator

### Fischlm
- Fischlmayr, Iris (1974–2017), österreichische Wirtschaftswissenschaftlerin und Hochschullehrerin